# Рэйхол, Грэм
Грэм Роберт Рэйхол (род. 4 января 1989, Нью-Олбани, Огайо) — американский автогонщик и бизнесмен. В настоящее время он участвует в гонках серии IndyCar в составе команды Rahal Letterman Lanigan Racing, частично принадлежащей его отцу Бобби Рэйхолу, победителю гонки Инди 500 1986 года.

## Карьера

### Начало карьеры
В 2005 году он выиграл формульную серию в классе Atlantic SCCA Runoffs и занял четвертое место в зачете Star Mazda Series. После завершения сезона Рэйхол в составе команды A1 Team Lebanon принял участие в трех последних раундах сезона А1 Гран-при A1.
В 2006 году он перешел на постоянную езду в Champ Car Atlantic Series, где выиграл пять гонок и занял второе место в итоговом зачёте. Также принял участие в гонке Indy Pro Series на трассе Индианаполис Мотор Спидвей совместно с Гран-при США 2006 года и занял второе место. В сезоне 2006-2007 Рэйхол снова принял участие во втором раунде сезона А1 Гран-при за руль автомобиля Carlin Motorsport.
В августе 2006 года SpeedTV сообщило, что в 2007 году Рэйхол будет выступать в серии Champ Car за команду Ньюман/Хаас Рейсинг.

### Сезон 2007
27 января Рэйхол участвовал в гонке 24 часа Дейтоны. Один из четырех водителей Southard Motorsports Lexus Riley, машина столкнулась с проблемами на ранней стадии и финишировала 62-й из 70 участников. 18 марта он участвовал в гонке 12 часов Сибринга Американской серии Ле-Ман за команду своего отца Rahal Letterman Racing. Он управлял Porsche 911 GT3-RSR с двумя другими водителями, заняв 6-е место в классе GT2 и 15-е место в общем зачете.
27 марта новостные сообщения с прошлого лета подтвердились, когда он был объявлен вторым гонщиком Newman/Haas/Lanigan Racing в Champ Car World Series и управлял Panoz DP01 № 2, спонсируемым MEDI|ZONE, вместе со своим товарищем по команде, трехкратным чемпионом серии Себастьеном Бурде. 8 апреля в своем дебюте в Champ Car World Series на Гран-при Вегаса Рахал врезался в стену на переднем участке на первом круге и сошел с гонки. 15 апреля на Гран-при Toyota в Лонг-Бич он закончил свою первую гонку Champ Car, заняв 8-е место. 22 апреля, всего в своей 3-й гонке Champ Car, он стал самым молодым финишировавшим на подиуме в истории Champ Car, заняв 2-е место в Хьюстоне. Рахал завершил свой дебютный сезон на 5-м месте в общем зачете серии, четыре раза поднимаясь на подиум, но не одержав ни одной победы в гонке.